# Corydioidea
Super-famille
Les Corydioidea sont une super-famille d'insectes comprenant des blattes.

## Description
Les insectes de cette Super-famille sont sexuellement dimorphes.

## Taxonomie
Le nom valide complet (avec auteur) de ce taxon est Corydioidea Saussure, 1864.

## Liste des familles
Cette superfamille comprend les familles des Corydiidae et des Nocticolidae selon une récente étude phylogénétique. Elle comprend aussi les familles éteintes des Liberiblattinidae,, des Manipulatoridae, des Olidae et potentiellement le genre éteint Bimodala.

## Répartition
Les membres de cette super-famille sont présents dans le monde entier mais plus particulièrement dans les habitats chauds et arides.